# Bruno Foà
Bruno Foà (Napoli, 8 dicembre 1905 – Filadelfia, 4 ottobre 1999) è stato un economista italiano naturalizzato statunitense.

## Biografia
Bruno Foà nasce nel 1905 a Napoli da una famiglia ebraica. Completa gli studi in economia e giurisprudenza all'Università di Napoli. Si lega giovanissimo al nascente movimento sionista, trascorrendo un anno nel 1927 a Londra lavorando con Chaim Weizmann per la World Zionist Organization. Rientrato in Italia nel febbraio 1928, intraprende la carriera di avvocato, divenendo solo qualche anno più tardi, a 28 anni, il più giovane professore straordinario in Italia di economia politica presso l'Università di Messina. Libero docente dal 1931/32, poi straordinario dal 1933/34 e incaricato di Statistica metodologica e demografia. Trasferito all'Università di Bari nel 1936/37 conseguì la promozione a ordinario di Economia Politica Corporativa a dicembre del 1936 rimanendo in servizio fino al 01/04/1946 data in cui rassegnò le dimissioni avendo optato per la cittadinanza americana. Continua ad esercitare la libera professione di avvocato a Napoli, dove mantiene la propria residenza. Nel 1937, sposa Lisa Haimann, una ebrea tedesca rifugiatasi in Italia da Monaco di Baviera. Nel 1938 in conseguenza delle leggi razziali fasciste viene estromesso dall'università. Si trasferisce a Londra dove lavora per la British Broadcasting Company e il National Institute of Economic and Social Research, ed è insegnante ospite presso la London School of Economics.
Nell'agosto del 1940, Foà si sposta con la sua famiglia negli Stati Uniti dove inizia a lavorare presso l'Università di Princeton (1940-42) con una borsa di studio della Fondazione Rockefeller. Si stabilisce quindi a New York con frequenti trasferte a Washington, dove lavora ancora per la Fondazione Rockefeller, l'Office for Inter-American Affairs e il Federal Reserve Board. Bruno Foà non rientrerà in Italia nel dopoguerra se non per frequenti visite, collegate alla sua carica di Presidente della consociata americana della Società Generale Immobiliare.  Collabora anche, attivamente, come economista ai piani di ricostruzione economica del suo paese natale, cui è dedicata la sua opera più importante, Monetary Reconstruction in Italy (New York, 1949).
Bruno Foà muore a Filadelfia nel 1999.
L'archivio di Bruno Foà è oggi preservato alla Biblioteca Rubenstein a Duke University. La collezione contiene scritti editi e inediti di Foà; documenti sulle sue attività di lavoro e di studio; corrispondenza personale e note autobiografiche sulla sua famiglia; oltre a una ricca documentazione circa i suoi numerosi viaggi all'estero nel dopoguerra, in Italia, Somalia per incarico ONU, Spagna, Sud America come consulente economico del gruppo Matarazzo e nel nuovo Stato di Israele.

## Opere principali
- Influenze monetarie sulla distribuzione delle ricchezze; la inflazione (Milano 1927)
- Il profitto nel sistema corporativo (Genova 1935)
- The economic position of France (Washington 1945)
- Monetary Reconstruction in Italy (New York 1949)
- The Italian economy: growth factors and bottlenecks. (Roma 1953)